# Polygala williamsii
Polygala williamsii là một loài thực vật có hoa trong họ Polygalaceae. Loài này được Böcher, Hjert. & Rahn miêu tả khoa học đầu tiên.